# جامعة نورفولك الحكومية
جامعة نورفولك الحكومية (بالإنجليزية: Norfolk State University)‏ هي جامعة حكومية ضمن الكليات والجامعات التاريخية للسود في نورفولك، فرجينيا. الجامعة عضو في كلية ثورقود مارشال وفيرجينيا هاي تك بارتنشيب.

## أكاديميات
اعتمدت لجنة كليات الرابطة الجنوبية للكليات والمدارس ولاية نورفولك لمنح شهادات الزمالة والبكالوريا والماجستير والدكتوراه.  تقدم حالياً درجة الدكتوراه و15 برنامجاً في نطاق الماجستير، بما في ذلك برامج درجة الماجستير في الهندسة الإلكترونية وعلوم الكمبيوتر والعدالة الجنائية. تقدم المدرسة أيضًا 36 درجة جامعية، بما في ذلك شهادة البكالوريوس في الهندسة البصرية والوحيدة في فرجينيا. 

### المدارس
تنقسم برامج البكالوريوس والدراسات العليا في نورفولك ستيت إلى ثماني مدارس/كليات. 
- كلية إدارة الأعمال
- مدرسة التربية
- كلية الفنون الحرة
- كلية الهندسة والعلوم والتكنولوجيا
- مدرسة العمل الاجتماعي
- مدرسة التعلم الموسع
- كلية الشرف
- مدرسة التخرج

## الحرم الجامعي
تقع في مساحة 50 أكر (202,343 م2) وذلك في أرض ملعب ميموريال بارك للجولف، الذي باعته مدينة نورفولك للمدرسة مقابل دولار واحد، ويشمل الحرم الجامعي الآن 134 أكر (0.5 كـم2) من الأرض و31 مبنى.

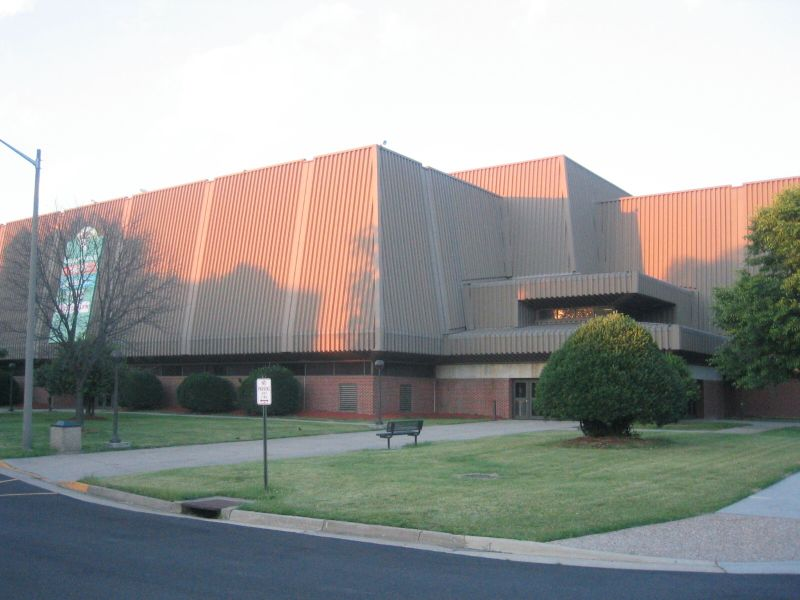
قاعة جوزيف جي

تعد قاعة جوزيف جي مجمعا كبيرا للصحة البدنية والتربية البدنية، ومركزا لتدريب ضباط الاحتياط، يتسع لجلوس 7500 شخص. تشمل المرافق الأخرى ملعب لكرة القدم والذي يتسع لـ 30.000 شخصا؛ واستوديو تلفزيوني ومحطة إذاعية ومتحف فنون أفريقي ومركز فنون أداء متعدد الأغراض. تشمل المرافق البحثية مبنى لعلوم الحياة مع قبة فلكية وجناح أبحاث المواد، والتوليف العضوي، والتحليل الطيفي بالليزر، ومعدات الرنين المغناطيسي.
في سبتمبر 2009م افتتح مركز الطلاب الجديد. يمثل المبنى المكون له من ثلاثة طوابق، والذي يتضمن غرفة ألعاب ومنطقة لتناول الطعام ومكتبة جديدة ومركزًا صحيًا (مرفق التدريبات) وصالات الطلاب والمكاتب الإدارية، وهو أول مشروعين رئيسيين للجامعة.
يجري إنشاء مبنى جديد للتمريض والفصول الدراسية العامة، ومن المقرر افتتاحه في عام 2014م. من بين المباني الأخرى التي تم أنشئت مؤخرًا في الحرم الجامعي مركز الشرطة الجديد (2007م)، ومركز ماري ف. مكديموند للبحوث التطبيقية (2006م)، وأجنحة سبارتان سويتس (2005م)، والمكتبة الحديثة (2012م).

### وسائل الإعلام الطلابية

#### جريدة
ذا سبارتان إيكو هي الصحيفة الرسمية التي ينتجها الطلاب في جامعة نورفولك الحكومية. تصدر النسخة الورقية مطبوعةً مرتين في الشهر، وعلى الويب (تحدث يوميًا). 

#### (محطة راديو الكلية) دبليو إن إس بي
وتديرها جامعة نورفولك ستيت وتبث بصوت استريوعلى مدار 24 ساعة يوميًا من الحرم الجامعي وتغطي جميع مناطق هامبتون رودز بولاية فرجينيا، وتصل إلى الشاطئ الشرقي لولاية فرجينيا، وشمال شرق ولاية كارولينا الشمالية وضواحي ريتشموند بفرجينيا.  أنشئت في 22 فبراير 1980م، ومعروفة باسم " Hot 91.1 "، تبث برامجها أيضًا عبر الإنترنت. 

## وصلات خارجية
- الموقع الرسمي
- موقع نورفولك ستيت للألعاب الرياضية